# Vindkraft i Tyskland
Vindkraft  i Tyskland står för en betydande del av landets elproduktion (andelen var 2024 ungefär 30 %). Det gör den till den enskilt viktigaste elkällan i Tyskland och till den största vindelsproducenten i Europa. Huvuddelen av vindkraften är landbaserad, medan ungefär 15 % kommer från havsbaserad vindkraft.
Ungefär 124 000 personer arbetade 2024 i sektorn, vilket gjorde den större än kolkraften och solenergin tillsammans. Under 2023 investerades 7,4 miljarder euro i vindenergi. I figuren nedan visas elproduktion från vindkraft i Tyskland sedan 1990.